# John Gilbert Winant
John Gilbert Winant, född 23 februari 1889 i New York, död 3 november 1947 i Concord, New Hampshire, var en amerikansk diplomat och politiker (republikan). Han var New Hampshires guvernör 1925–1927 och 1931–1935 samt USA:s ambassadör i London 1941–1946.
Winant efterträdde 1925 Fred H. Brown som guvernör och efterträddes 1927 av Huntley Spaulding. Han tillträdde 1931 på nytt som guvernör och efterträddes 1935 av Styles Bridges.